# 普渡大學韋恩堡分校
普渡大學韋恩堡分校（英語：Purdue University Fort Wayne，簡稱PFW）是一間位於印第安納州韋恩堡的普渡大學系統分校，創立於2018年7月1日，由原先的印第安納大學-普渡大學韋恩堡聯合分校分拆而成，原先校區的主要部分、包含原有的運動校隊均由普渡大學韋恩堡分校繼承，校隊名稱由「韋恩堡乳齒象（Fort Wayne Mastodons）」更名為「普渡韋恩堡乳齒象（Purdue Fort Wayne Mastodons）」，另少部分校區則成為印第安納大學韋恩堡分校。

## 歷史
1917年，印第安納大學開始於韋恩堡市中心提供學士學位課程。1941年，普渡大學亦於韋恩堡市中心創立一普渡大學中心，開始提供學士學位課程。兩校於1958年至1964年間，開始籌備兩校位於韋恩堡的教學中心合併事宜，並於1964年9月17日完成合併，成立「印第安納大學-普渡大學韋恩堡聯合分校」（Indiana University – Purdue University Fort Wayne），簡稱「IPFW」。IPFW在創立兩年後遷至市區東北方的現址，於1968年頒予首個四年制學位。1976年，IPFW將創立於1897年的韋恩堡藝術中心（Fort Wayne Art Institute）納入學校單位管轄，該中心於1998年更名為「美術與表演藝術學院」（School of Fine and Performing Arts），即後來的「視覺與表演藝術學院」（College of Visual and Performing Arts）。
在印第安納大學-普渡大學韋恩堡聯合分校、普渡大學、與印第安納大學三方多年的討論後，學校於2018年7月正式分拆為「普渡大學韋恩堡分校」與「印第安納大學韋恩堡分校」兩校。有關醫學與健康照護相關的科系納入印第安納大學韋恩堡分校，其餘所有科系歸屬普渡大學韋恩堡分校管轄。

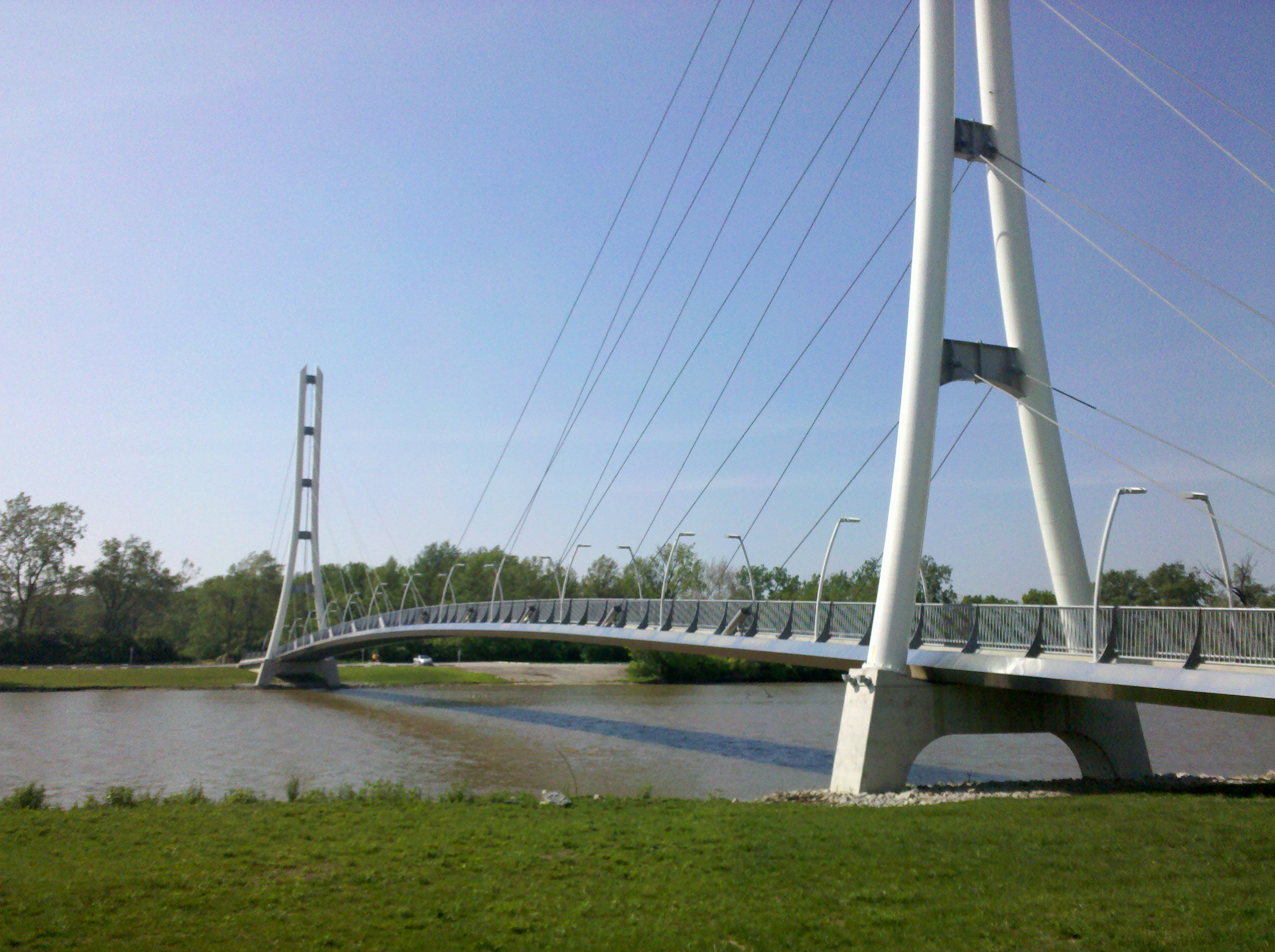
連接主校區與曾經的McKay Family Farm之間的Ron Venderly Family橋

## 學術單位
普渡大學韋恩堡分校提供超過200個學位學程，有五個學院與一中心，列表如下：
- 人文學與理學院（College of Arts and Sciences）
- 工程、科技、與電腦科學學院（College of Engineering, Technology, and Computer Science）
- 視覺與表演藝術學院（College of Visual and Performing Arts）
- 專業研究學院（College of Professional Studies）
- Richard T. Doermer商學與管理科學學院（Richard T. Doermer School of Business and Management Sciences）
- 繼續教育中心（Division of Continuing Studies）[5]

## 外部連結
- 官方网站
- 官方體育網站 （页面存档备份，存于）